# アジャイ・デーヴガン
アジャイ・デーヴガン（Ajay Devgn、1969年4月2日 - ）は、インドのボリウッドで活動する俳優、映画監督、映画プロデューサー。1991年に『Phool Aur Kaante』で俳優デビューし、これまでに100本以上のボリウッド映画に出演した。また、ローヒト・シェッティ監督作品の常連俳優として知られている。2000年に映画製作会社アジャイ・デーヴガン・Fフィルムズを設立してからはプロデューサーも務めるようになり、2008年には『U Me Aur Hum』で監督デビューしている。国家映画賞やフィルムフェア賞など数多くの映画賞を受賞しており、2016年にはインド政府からパドマ・シュリー勲章を授与された。

## 人物

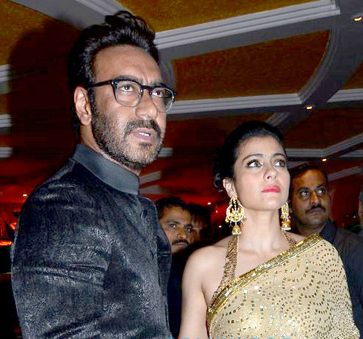
デーヴガン、カジョール夫妻

デーヴガンはアムリトサルに出自を持つパンジャーブ・ヒンドゥー教徒の家庭に生まれた。彼の家族はボリウッドで活動する映画一家であり、父ヴィール・デーヴガンはスタント振付師・アクション監督、母ヴィーナは映画プロデューサー、従弟アニル・デーヴガンは映画監督・脚本家として活動していた。彼はジュフーのシルバービーチ・ハイスクール、ミティバーイー・カレッジで教育を受けた。
『Jigar』の撮影中に共演者のカリシュマ・カプールと交際を始めたが、1995年に破局している。同年に『Gundaraj』で共演したカジョール・ムカルジーと交際を始め、メディアは2人の対照的な性格から「アンビリバボー・ペア」と報じた。1999年2月24日にマハーラーシュトリアン・ヒンドゥーの伝統に則った結婚式を挙げた。2人の間には2003年に娘ナイサ、2010年に息子ユグが生まれた。2人はユグの臍帯血と組織を移植医療に活用するために保存している。デーヴガンの綴りは「Devgan」であるが、彼は家族の要望を受け入れ、2009年8月に綴りを「Devgn」に変更した。彼の宗派はシヴァ派であり、常にルドラークシャの数珠を身に付けている。また、ボリウッドの著名人として初めてプライベートジェットを購入し、撮影現場に向かう際やプロモーション活動、個人的な旅行のために度々使用している。

## 俳優

### 1991年 - 1999年
1991年に俳優デビューするが、同時期にマノージュ・クマールの息子など「ヴィシャール」を名乗る複数の俳優がデビューしており、混同を避けるため芸名を本名の「ヴィシャール」から「アジャイ」に変更した。デビュー作『Phool Aur Kaante』ではフィルムフェア賞 新人男優賞を受賞するなど、演技を高く評価された。同作ではマドゥーと共演しており、冒頭シーンでは2台のバイクの間で股割りを披露した。1992年に『Jigar』でカリシュマ・カプールと共演し、興行収入7000万ルピーを記録し、同年の年間興行成績第7位となった。
1993年に男女の三角関係や復讐劇を描いた『Dil Hai Betaab』に出演し、続けて『Divya Shakti』、『Sangram』に出演した。同年後半はディーパク・バーリーの『Ek Hi Raasta』、ディーパク・パーワルの『Platform』に出演し、この他には『Shaktiman』『Dhanwan』『Bedardi』に出演している。1994年にハリー・バウェージャーのロマンス・アクション映画『Dilwale』に出演し、知的障害者アルン・サクセーナー役を演じた。同作は年間興行成績第10位にランクインしている。続けてB・R・チョープラーの『Kanoon』、ククー・コーリの『Suhaag』に出演した。『Suhaag』ではアクシャイ・クマールと共演し、同作は年間興行成績第7位にランクインしている。次にデーヴガンは『Vijaypath』に出演した。同時期に『Karan Arjun』からオファーが来たが、『Vijaypath』の撮影スケジュールと重なっていたため、こちらは出演を辞退している。『Vijaypath』は年間興行成績第8位にランクインしている。
1995年にマヘーシュ・バットの『Naajayaz』、アニーズ・バーズミーの『Hulchul』に出演した。『Hulchul』ではカジョールと共演し、2人は続けて『Gundaraj』に出演したが興行的には振るわなかった。同年12月には『Haqeeqat』でタッブーと共演し、年間興行成績第11位にランクインした。1996年に『Jung』でミトゥン・チャクラボルティー、ランバー、アディティヤ・パンチョリと共演した。『Jaan』ではトゥインクル・カンナーと共演し、『Diljale』ではテロリスト役を演じている。1997年に『Itihaas』でトゥインクル・カンナーと再度共演するが、興行成績は芳しくなかった。インドラ・クマールの『Ishq』ではアーミル・カーン、ジューヒー・チャーウラー、カジョールと共演し、貧しい少女（カジョール）に恋する富豪の青年役を演じた。同作は興行収入3億ルピーを記録し、年間興行成績第4位にランクインしている。1998年に『Major Saab』でアミターブ・バッチャン、ソナリ・ベンドレと共演し、陸軍将校役を演じた。同作は興行的な成功を収め、年間興行成績第10位にランクインしている。続いて『フレンチ・キス』のリメイク作品『Pyaar To Hona Hi Tha』でカジョールと共演し、興行収入は3億250万ルピーを記録した。『Zakhm』ではムンバイの宗派対立に辟易する男を演じ、国家映画賞 主演男優賞とスター・スクリーン・アワード 主演男優賞を受賞した。
1999年に出演した『ミモラ 心のままに』では、妻と彼女の恋人の再会を手助けしようとする男ヴァンラジ役を演じた。同作はサンジャイ・リーラー・バンサーリーが監督を務め、サルマーン・カーン、アイシュワリヤー・ラーイが主演を務めた。デーヴガンの演技は高い評価を得ており、Rediff.comは「アジャイが演じた役は、彼が『Pyar Tho Hona Hi Tha』で見せた演技を思い出させる。彼は秘かに愛している女性のためにボーイフレンドを探している。激しいシーンは彼の得意分野であり、とても上手くいっています。特に、妻が頑固に苛立ちつつも冷静さを保とうとするシーンは素晴らしいです」と絶賛しており、フィルムフェア賞主演男優賞にもノミネートされている。父ヴィール・デーヴガンが監督した『Hindustan Ki Kasam』では、アミターブ・バッチャンと再び共演している。ミラン・ルトリアの『Kachche Dhaage』ではサイーフ・アリー・カーン、マニーシャ・コイララと共演し、興行的な成功を収めた。続けて出演したP・ヴァースの『Hogi Pyaar Ki Jeet』でも興行的な成功を収め、プラカーシュ・ジャーの『Dil Kya Kare』ではカジョールと共演した。この他には『Gair』『Thakshak』に出演している。

### 2000年 - 2004年
2000年にハリー・バウェージャーの『Deewane』に出演するが、興行的には振るわなかった。この年には初プロデュース作品『Raju Chacha』でカジョールと共演したが、興行成績は平均的な結果に終わった。2001年に『Yeh Raaste Hain Pyaar Ke』でマドゥリ・ディークシット、プリーティ・ジンタと共演した。『Lajja』ではマニーシャ・コイララ、マドゥリ・ディークシット、ジャッキー・シュロフ、アニル・カプールと共演してフィルムフェア賞 助演男優賞にノミネートされたが、興行成績は平均的な結果に終わった。同年11月にはマヘーシュ・マーンジュレーカルの『Tera Mera Saath Rahen』に出演している。
2002年にムンバイ裏社会を描いたラーム・ゴーパール・ヴァルマの『Company』でギャング役を演じた。デーヴガンの演技は高い評価を得ており、タラン・アダルシュは「アジャイ・デーヴガンは自分の役を完璧に演じている。抑制された演技で、魚が水に浸るように複雑なキャラクターを演じた。彼は見事なまでに役を演じきった」と批評している。また、フィルムフェア賞主演男優賞にノミネートされ、フィルムフェア賞 審査員選出男優賞を受賞したものの、興行成績は芳しくなかった。デーヴィド・ダワンの『Hum Kisise Kum Nahin』ではアミターブ・バッチャン、サンジャイ・ダット、アイシュワリヤー・ラーイと共演し、ラージクマール・サントーシの『The Legend of Bhagat Singh』ではバガト・シン役を演じた。デーヴガンの演技は高い評価を得ており、タラン・アダルシュは「アジャイ・デーヴガンは、この役を生きている。彼の演技はエクセレントと言っても過言ではないでしょう。彼の演技は映画ファンの賞賛を集め、間違いなく映画賞を手にするでしょう」と批評している。彼は国家映画賞主演男優賞を受賞したものの、興行的にはボックスオフィス・ボムと見なされている。『Deewangee』ではフィルムフェア賞 悪役賞、スター・スクリーン・アワード 悪役賞、ジー・シネ・アワード 悪役賞を受賞し、興行的にも成功を収めた。
2003年にラーム・ゴーパール・ヴァルマの『Bhoot』でウルミラ・マトンドカールと共演し、批評面・興行面で高い評価を得た。『Qayamat: City Under Threat』ではボリウッド初出演を果たしたネーハー・ドゥピアと共演し、興行的な成功を収めた。『Chori Chori』ではラーニー・ムカルジー、ソナリ・ベンドレと共演したが、興行成績は振るわなかった。バーガルプル失明事件を題材にした『Gangaajal』では、Rediff.comから「アジャイ・デーヴガンは、彼の水面下に潜む怒れるヒーローのイメージを強化するために用意されたパートで、エース級の仕事をやり遂げました。彼（そして監督）の功績として、ステレオタイプで正義感の強い主人公に品位と優雅さをもたらしました。彼の存在が、映画後半のつまらなさをカバーしていると言っても過言ではないでしょう」と評価され、フィルムフェア賞主演男優賞にノミネートされた。この他にローヒト・シェッティの監督デビュー作『Zameen』、J・P・ダッタの『レッド・マウンテン』に出演している。
2004年にラージクマール・サントーシの『Khakee』ではアミターブ・バッチャン、アイシュワリヤー・ラーイ、アクシャイ・クマールと共演し、年間興行成績第5位にランクインするヒット作となった。同作では殺人者に変貌する警官役を演じ、タラン・アダルシュは彼の演技について「アジャイ・デーヴガンは、マスター・パフォーマーだけができる演技で、活躍の場をさらに広げた。アミターブ・バッチャンとの対決シーンは、その代表例だ」と批評している。この他、同年前半期はインドラ・クマールの『Masti』、マニラトナムの『Yuva』に出演した。同年12月にリトゥポルノ・ゴーシュの『Raincoat』でアイシュワリヤー・ラーイと共演した。同作はオー・ヘンリーの『賢者の贈り物』を原作とし、国家映画賞 ヒンディー語長編映画賞を受賞した。デーヴガンの演技も高い評価を得ており、Rediff.comは「躊躇い、絶望、屈辱……アジャイ・デーヴガンは、これらを雄弁に語っている。彼が演じるマノージュはクールな男ではなく、恵まれない中産階級の男で、誰もその立場に成り代わりたいとは思わないだろう。浴室で泣き崩れるシーンや、ニールに他の男と結婚しないように懇願するシーンは、特に印象に残っている」と批評している。

### 2005年 - 2009年
2005年は成功作に恵まれなかった。『Insan』『Blackmail』『Main Aisa Hi Hoon』『Tango Charlie』『Shikhar』はいずれも興行的に失敗し、成功を収めたのは『Kaal』と『Apaharan』だけだった。両作での演技は高い評価を得ており、『Apaharan』では国家映画賞主演男優賞とフィルムフェア賞主演男優賞にノミネートされ、『Kaal』ではフィルムフェア賞悪役賞にノミネートされた。
2006年にウィリアム・シェイクスピアの『オセロ』を原作とした『Omkara』に出演した。同作はウッタル・プラデーシュ州の政治体制を舞台とした男女の愛憎劇で、第59回カンヌ国際映画祭でプレミア上映され、カイロ国際映画祭でも上映された。デーヴガンは批評家から絶賛され、Rediff.comは「オセロは実にトリッキーな役柄であり、主役が悪役に食われてしまう。しかし、ムーア人は陰鬱で人の心を鷲掴みにするキャラクターであり、アジャイ・デーヴガンはその素材を見事に使いこなしている。『Omkara』は『オセロ』から人種差別要素を取り除き、黒い肌を取るに足らないバラモンの混血と交換した。アジャイが最も得意とするのは抑制された演技であり、彼のキャラクターはどこかで見たことがあるように感じるが、映画が終わるころには、彼がどれほど揺るぎない存在だったかが分かるはずだ」、タラン・アダルシュは「アジャイは恋人の貞操に不安を抱く男を、心を揺さぶるパワフルな演技で表現している。アジャイの持つ真剣な表情は、彼の役柄にハマっている。もちろん、映画の中のアジャイは格別で、彼が演じるキャラクターと寸分違わぬ姿を見せてくれる」と批評している。この他にローヒト・シェッティの『Golmaal: Fun Unlimited』、2005年マハーラーシュトラ州洪水を描いた短編ドキュメンタリー『The Awakening』に出演した。2007年はアヌバウ・シンハーの『Cash』、ラーム・ゴーパール・ヴァルマの『Aag』に出演した。
2008年に『Halla Bol』でパンカジ・カプール、ヴィディヤー・バーランと共演した。同作は1989年に路上演劇『Halla Bol』出演中に暗殺されたサフダール・ハシュミの生涯を描いた社会派映画であり、批評家からは酷評された。『U Me Aur Hum』では監督デビューを果たし、カジョールと共演した。同作は中程度の興行成績を記録し、批評家からは高い評価を得た。Rediff.comはデーヴガンの演技について、「彼のキャラクターは成長し、強烈な演技を見せつけています。最初は平凡な言葉しか話さないが、次第に深みのある言葉を発するようになります。このキャラクターは非常に良く描かれており、欠点や親しみやすさを兼ね備えています」と批評している。同年はローヒト・シェッティの3作目『Sunday』に出演した他、従弟アニル・デーヴガンの監督作品『Haal-e-Dil』にカメオ出演し、アフザル・カーンの『Mehbooba』にも出演している。『Golmaal: Fun Unlimited』の続編『Golmaal Returns』ではカリーナ・カプールと共演し、妻に浮気を疑われる夫役を演じた。インディアン・エクスプレスは独創性に欠ける脚本を批判し、「妻が夫を監視するという展開は特に真新しいものではなく、アジャイとカリーナの演技も真新しさは見られなかった」と批評している。同作は酷評されたものの、興行収入は7億9250万ルピーを記録するなど商業的には成功を収めた。2009年には『All the Best: Fun Begins』をプロデュースして興行的な成功を収めたが、『London Dreams』では興行的に失敗している。

### 2010年以降
2010年代は『ワンス・アポン・ア・タイム・イン・ムンバイ』『Golmaal 3』『Raajneeti』『Singham』『Bol Bachchan』『ターバン魂』『Singham Returns』『ビジョン』などに出演した。2010年に『Atithi Tum Kab Jaoge?』でパレーシュ・ラーワル、コーンコナー・セーン・シャルマーと共演し、『Raajneeti』ではランビール・カプール、カトリーナ・カイフと共演した。『Raajneeti』ではカトリーナ・カイフ演じる女性政治家の描写がソニア・ガンディーとラブリ・デーヴィを連想させるとして注目を集めた。同作は6億ルピーの製作費が投じられ、興行的・批評的な成功を収めた。『ワンス・アポン・ア・タイム・イン・ムンバイ』でも興行的に成功を収め、年間興行成績第7位にランクインしている。両作とも映画の内容やデーヴガンの演技が高く評価され、タラン・アダルシュは「スルタン役のアジャイ・デーヴガンは素晴らしい。『Company』でも似たような役を演じていたが、『ワンス・アポン・ア・タイム・イン・ムンバイ』では、その解釈が大きく異なっていると言わざるを得ない。彼はキャラクターに深みを与え、その幅広さと多才さを証明している。アジャイの最高傑作であることを疑う余地はない」、コマル・ナータは「スルタン・ミルザを演じたアジャイ・デーヴガンは、シンプルに素晴らしい。まるで、この役を演じるために生まれてきたと思えるほど、彼の演技はリアルです。外見から台詞回しを含めた演技にいたるまで、その全てが素晴らしいものだ。まさに映画賞を受賞する演技だ!」と批評している。名誉の殺人を題材にした『Aakrosh』では好意的な評価を得たものの、興行的には失敗している。『Golmaal 3』の評価は混合的だったが、興行収入は10億7000万ルピーを記録してシリーズ最大のヒット作となった。また、『Toonpur Ka Superrhero』では声優も務めている。
2011年にマドゥール・バンダルカルの『Dil Toh Baccha Hai Ji』でイムラーン・ハーシュミーと共演した。『Yamla Pagla Deewana』ではナレーションを務め、『Ready』ではカメオ出演している。『Singham』では演技を高く評価され、タラン・アダルシュは「映画のタイトルはライオンの意味で、アジャイは善と悪の戦いの中心にいる。彼は"aataa maajhi satakli"という台詞が有名だが、スクリーンで男らしさを体現しているアジャイは、正義感に燃える冷酷な警官というキャラクターを見事に演じ切っている。彼はスクリーン上で力強いヒーロー・キャラクターを確固たる信念を持って生き生きと表現しており、その姿には圧倒される。与えられた役を抑え目に演じる数少ない俳優の一人である彼は、この映画でド派手なアクション・ジャンルに舞い戻った。一言で言うなら、彼は映画を勝利に導くための重要な役割を果たしたのだ」と批評している。同年11月にはデヴィッド・ダワンのアクション・コメディ映画『Rascals』に出演した。2012年に『テーズ:スピード』『Bol Bachchan』『ターバン魂』に出演した。2013年に出演した『Himmatwala』では興行的・批評的に失敗し、同年8月にはプラカーシュ・ジャーの『Satyagraha』でアミターブ・バッチャンと共演した。
2014年は『Singham Returns』に出演し、批評家からは様々な評価を受けた。タラン・アダルシュは「この映画は力溢れるドラマ、迫力ある台詞、優れた演技を備えた完全なるマス・エンターテイナーだ。ブランドバリューのある作品であり、さらに週末の長さに助けられれば、今後の興行成績で首位を得られるだろう」と批評しており、インドでは公開初日に興行収入3億2090万ルピーを記録した。同作の最終的な国内純利益は14億620万ルピーを記録している。プラブ・デーヴァの『Action Jackson』にも出演したが、興行成績は芳しくなかった。2015年に出演したニシカーント・カーマトの『ビジョン』では好意的な評価を得ており、ザ・タイムズ・オブ・インディアのメーナ・アイヤルは「アジャイは保護者である父親役として輝いている」と批評している。同作は興行的にも成功を収め、公開第6週までに興行収入7億6480万ルピーを記録した。2016年には『Shivaay』で監督・プロデューサー・主演を務めた。同作は混合的な評価を受け、興行収入は14億6000万ルピーを記録している。2017年には『Baadshaho』『Golmaal Again』に出演した。両作とも興行的に一定の成功を収め、特に『Golmaal Again』は公開4日間で興行収入10億ルピーを記録し、国内興行収入20億5000万ルピー、海外との合計興行収入は30億ルピーを超え、年間興行成績第5位にランクインしている。
2018年にラージ・クマール・グプタの『Raid』でインド歳入庁の職員役を演じ、興行的・批評的な成功を収めた。同時期、デーヴガンは『ターバン魂』の続編『Sons of Sardaar: The Battle of Saragari』の製作に取り組んでいたが、同年8月に製作について「私たちは脚本に取り組んでいるが、プロジェクトの規模を考えると、あと2年は実現しないでしょう」と語っている。2019年に『De De Pyaar De』でタッブー、ラクル・プリート・シンと共演した。2020年にオーム・ラウトの『Tanhaji』でターナージー・マールサレー役を演じ、2021年には『Bhuj: The Pride of India』ではヴィジャイ・カルニク役を演じている。2022年には『RRR』で主人公の一人であるラーマの父親ヴェンカタ・ラーマ・ラージュを演じた。

## 映画製作者

### アジャイ・デーヴガン・Fフィルムズ

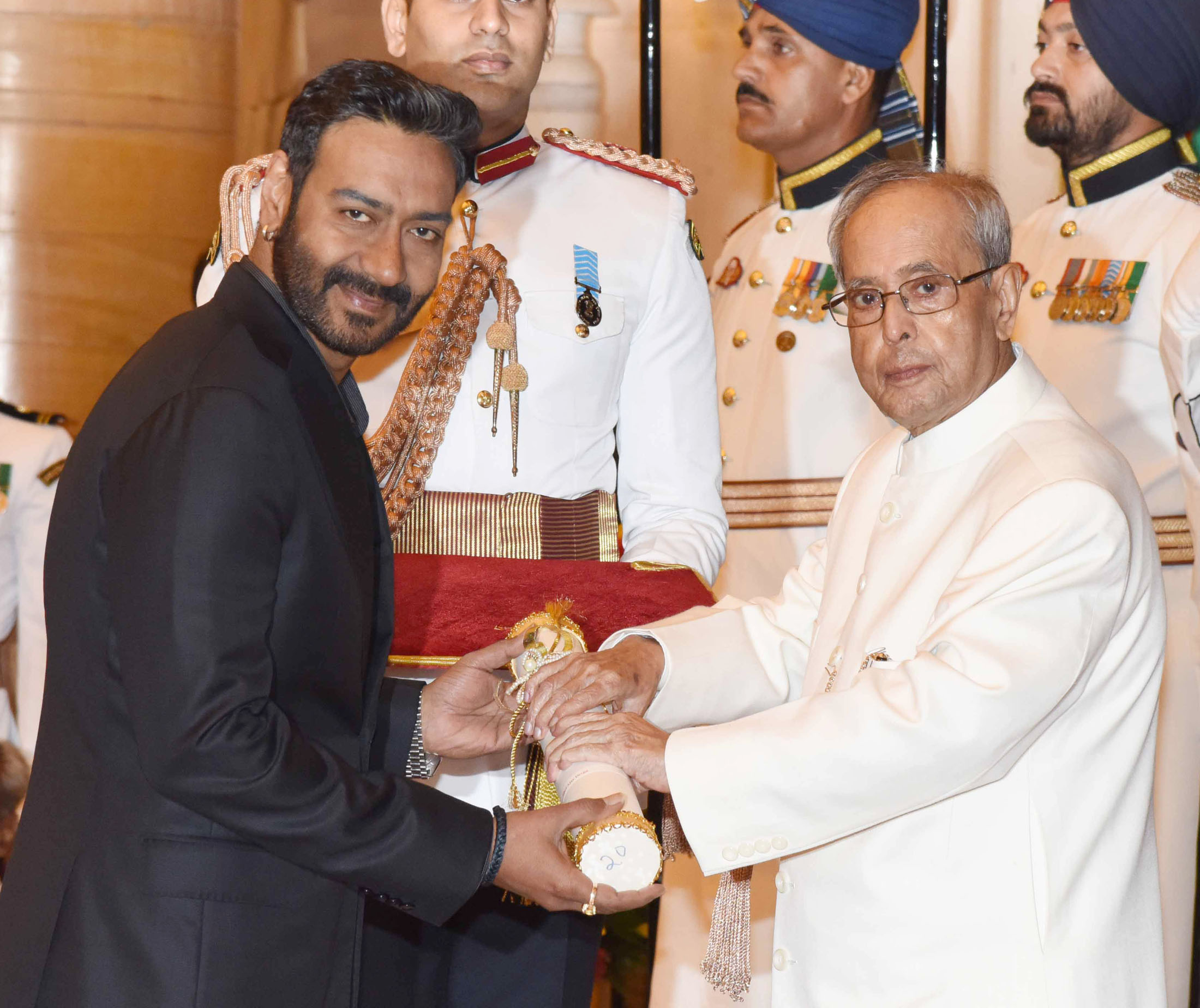
インド大統領プラナブ・ムカルジーからパドマ・シュリー勲章を授与されるデーヴガン

2000年に映画製作・配給会社アジャイ・デーヴガン・Fフィルムズをムンバイに設立した。同年に初プロデュース作品『Raju Chacha』を製作し、カジョールと共演した。2008年には『U Me Aur Hum』で監督デビューした。同作は夫の存在すら忘れてしまう記憶力の弱い妻を主人公にしたロマンス映画であり、タラン・アダルシュは「よく完成された、感情指数の高い引き込まれるラブストーリー」と批評している。2008年にローヒト・シェッティを迎えて『All the Best: Fun Begins』を製作し、2009年の年間興行成績第9位にランクインしている。
2012年にはシュリー・アシュタヴィナヤク・シネ・ヴィジョンと共同製作して『Bol Bachchan』をプロデュースした。同作は『Gol Maal』のリメイク作品で、7億ルピーの製作費が投じられた。同作は2575劇場で上映され、批評家からは賛否両論となったが、興行的には成功を収めた。前売り券の販売数は過去最高を記録し、最終的な興行収入は15億8000万ルピーを記録している。同年にヴァイアコム18モーション・ピクチャーズと共同製作して『ターバン魂』を製作し、ヤシュ・ラージ・フィルムズの『命ある限り』と競合したものの、興行的な成功を収めた。2018年にマラーティー語映画『Aapla Manus』を製作し、ヴァイアコム18モーション・ピクチャーズが配給を手掛けた。

### NY VFXWAALA
2015年10月に子供たちの名前を冠したVFX会社NY VFXWAALAを設立し、『プレーム兄貴、王になる』『Bajirao Mastani』『マジック』『勇者は再び巡り会う』『フォース2』『シンバ』などの大作映画の製作に関わった。『Shivaay』では国家映画賞 特殊効果賞を受賞している。